# Guillermo Gortázar
Guillermo Gortázar Echeverría (Vitoria, 20 de julio de 1951) es un historiador y político español.

## Biografía
Nació en Vitoria (Álava) el 20 de julio de 1951, hijo de Ramón de Gortázar y Mendívil y de María Soledad Echevarría y de Meer.
Estudiante de Derecho en la Universidad Complutense de Madrid. Decidido partidario de las libertades y de la amnistía, fue elegido delegado de curso en 1970 en las elecciones de estudiantes de primero de derecho de la Facultad; en 1972 militó en Bandera Roja y posteriormente en el Partido Comunista de España hasta el 20 de noviembre de 1975.
Experimentaría un viraje a posiciones más liberales al igual que su pareja Pilar del Castillo tras una estancia en Estados Unidos con la Beca Fulbright. Tras entrar en contacto con el círculo de José María Aznar en 1989, ingresaría en el Partido Popular en 1990, de cuyo Comité Ejecutivo Nacional fue miembro. Amigo de Alejo Vidal-Quadras, fue diputado de las Cortes Generales por la circunscripción electoral de Barcelona en la v, vi y vii legislaturas, entre 1993 y 2001. Tras causar baja como diputado en 2001, fue sustituido por José Luis Ayllón. En 2006 fue elegido presidente de la Fundación Hispano Cubana.
Doctor en historia, y profesor de la Universidad Nacional de Educación a Distancia, ha publicado títulos como Alfonso XIII, hombre de negocios, Cuba: camino de Libertad. Discursos, textos y documentos 1990-2012 (2012) o El salón de los encuentros (2016).

## Obras publicadas
- Gortázar Echeverría, Guillermo; Cruz Valenciano, Jesús: Como estudiar historia : guía para estudiantes (Vicens Vives, 1985).
- Alfonso XIII, hombre de negocios: Persistencia del antiguo régimen, modernización económica y crisis política, 1902-1931 (Alianza Editorial, 1986).
- El salón de los encuentros: Una contribución al debate político del siglo XXI (Unión Editorial, 2016).
- El fuerismo liberal vasco. Manuel María de Gortázar y Munibe, 1824-1896 (Ediciones 19, 2019).
- Romanones: La transición fallida a la democracia (Espasa, 2021).
- El secreto de Franco: La Transición revisitada (Renacimiento, 2023).
- El cesarismo presidencial: La irresistible atracción del poder ABSOLUTO (Renacimiento, 2025).

## Condecoraciones
- Gran Cruz de la Orden del Mérito Civil (2002)[13]